# Villa del Cerro
Villa del Cerro, conosciuta anche come il Cerro, è un barrio della capitale uruguaiana Montevideo. È stato uno dei primi quartieri a sorgere al di fuori dei confini della città vecchia, caratterizzandosi per il suo passato industriale e per la composizione multietnica della sua popolazione.
È dominata dal cerro de Montevideo, l'altura che ha conferito il nome al quartiere, e dalla fortezza General Artigas, posta sulla cima della collina stessa. Sebbene questi due elementi siano storicamente legate alla storia e al tessuto urbano della Villa, si trovano all'interno dei confini del limitrofo quartiere di Casabó.

## Geografia
Villa del Cerro è situata sulle rive occidentali della baia di Montevideo, alle pendici della collina che le ha dato il nome. Nella parte nordorientale del quartiere, ai confini con La Teja, si trova la foce del torrente Pantanoso.
Confina a nord con La Paloma, a nord-est con La Teja, a est e a sud con la baia di Montevideo e a ovest Casabó.

## Storia
Villa del Cerro fu fondata ufficialmente il 9 settembre 1834 con il nome di Villa Cosmópolis con un decreto del presidente del Senato uruguaiano Carlos Anaya. Nella seconda metà del XIX secolo, l'area divenne sede di numerose fabbriche per la conservazione della carne (saladeros). Questa prima industrializzazione favorì l'insediamento nel quartiere di numerosi immigrati provenienti da differenti paesi di tutto il mondo. Dopo i primi decenni d'isolamento dal centro di Montevideo nel 1871 fu costruita una tranvia a cavalli tra la città vecchia e il Cerro.
Nel 1912, con l'apertura del primo impianto frigorifero per la conservazione della carne, il tessuto economico di Villa del Cerro giunse a un punto di svolta. Con l'arrivo di questo nuovo tipo d'industria infatti, il quartiere visse la sua epoca d'oro, gran parte della popolazione lavorava nei frigoriferi o nell'indotto legato a essi. La grande necessità di manodopera poi rese il barrio una destinazione molto popolare tra le migliaia di immigrati italiani, spagnoli, polacchi, russi e lituani che nei primi decenni sbarcavano nel porto di Montevideo. Tutti questi fattori, unito al relativo isolamento rispetto al resto della capitale, resero di fatto Villa del Cerro una cittadina a sé stante.
Negli anni cinquanta, con la chiusura di molti impianti frigoriferi e la fine delle grandi ondate migratorie, Villa del Cerro entrò in una fase di stagnazione, dovuta soprattutto alla disoccupazione e al problema, mai del tutto risolto, dell'isolamento rispetto al resto della capitale uruguaiana.

## Sport
Le due principali società sportive del quartiere sono il Club Atlético Cerro e il Rampla Juniors. Disputano le loro partite rispettivamente nello stadio Luis Tróccoli, situato nel vicino barrio di La Paloma, e nello stadio Olimpico, posto all'interno di Villa del Cerro, lungo le rive della baia di Montevideo. La rivalità tra le due squadre dà vita al clásico de la Villa, il secondo più importante del calcio uruguaiano dopo quello tra Nacional e Peñarol.